# 571년

## 연호
- 남진(南陳) 태건(太建) 3년
- 후량(後梁) 천보(天保) 10년
- 북제(北齊) 무평(武平) 2년
- 북주(北周) 천화(天和) 6년
- 신라(新羅) 대창(大昌) 4년

## 기년
- 남진(南陳) 선제(宣帝) 3년
- 북제(北齊) 후주(後主) 7년
- 북주(北周) 무제(武帝) 11년
- 신라(新羅) 진흥왕(眞興王) 32년
- 고구려(高句麗) 평원왕(平原王) 13년
- 백제(百濟) 위덕왕(威德王) 18년

## 탄생
- 당나라의 명장 이정